# Camaná
Camaná est une ville côtière de la région d'Arequipa et la capitale de la province de Camaná.
Sa superficie est de 11,67 km² et sa population de 15 523 habitants. (2002).

## Personnalités
- José María Químper (1828-1902), homme politique péruvien y est né